# شهرک صنعتی سعیدآباد
شهرک صنعتی سعیدآباد (تبریز ۳) یکی از شهرک‌های صنعتی استان آذربایجان شرقی است که در ۲۰ کیلومتری شهر تبریز واقع شده‌است.